# Codice Atlantico
Il Codice Atlantico (Codex Atlanticus) è la più ampia raccolta di disegni e scritti di Leonardo da Vinci. È conservato presso la Biblioteca Ambrosiana di Milano.

## Storia

### Francesco Melzi
Nel 1519, alla morte di Leonardo, la raccolta dei suoi manoscritti fu ereditata da Francesco Melzi, che nel 1523 giunse a Milano.
(da una lettera da Milano ad Alfonso I d'Este, duca di Ferrara, 6 marzo 1523)
Alla morte di Francesco Melzi, avvenuta attorno al 1570, i manoscritti conservati nella villa di Vaprio d'Adda furono affidati al figlio primogenito Orazio e successivamente presero strade diverse a causa di sottrazioni e cessioni.

### Pompeo Leoni
Grazie a una breve cronaca lasciata da Giovanni Ambrogio Mazenta, è possibile ricostruire, anche se in modo vago, le vicende di parte dei testi. La famiglia Melzi aveva come insegnante Lelio Gavardi d'Asola, che attorno al 1587 sottrasse 13 libri di Leonardo per portarli a Firenze al granduca Francesco. Essendo però morto il granduca, il Gavardì si trasferì a Pisa insieme ad Aldo Manuzio il Giovane, suo parente; qui incontrò il Mazenta, al quale lasciò i libri affinché li restituisse alla famiglia Melzi. Il Mazenta li riportò a Orazio Melzi, che però non si interessò del furto e gli donò i libri; il Mazenta li consegno al fratello.

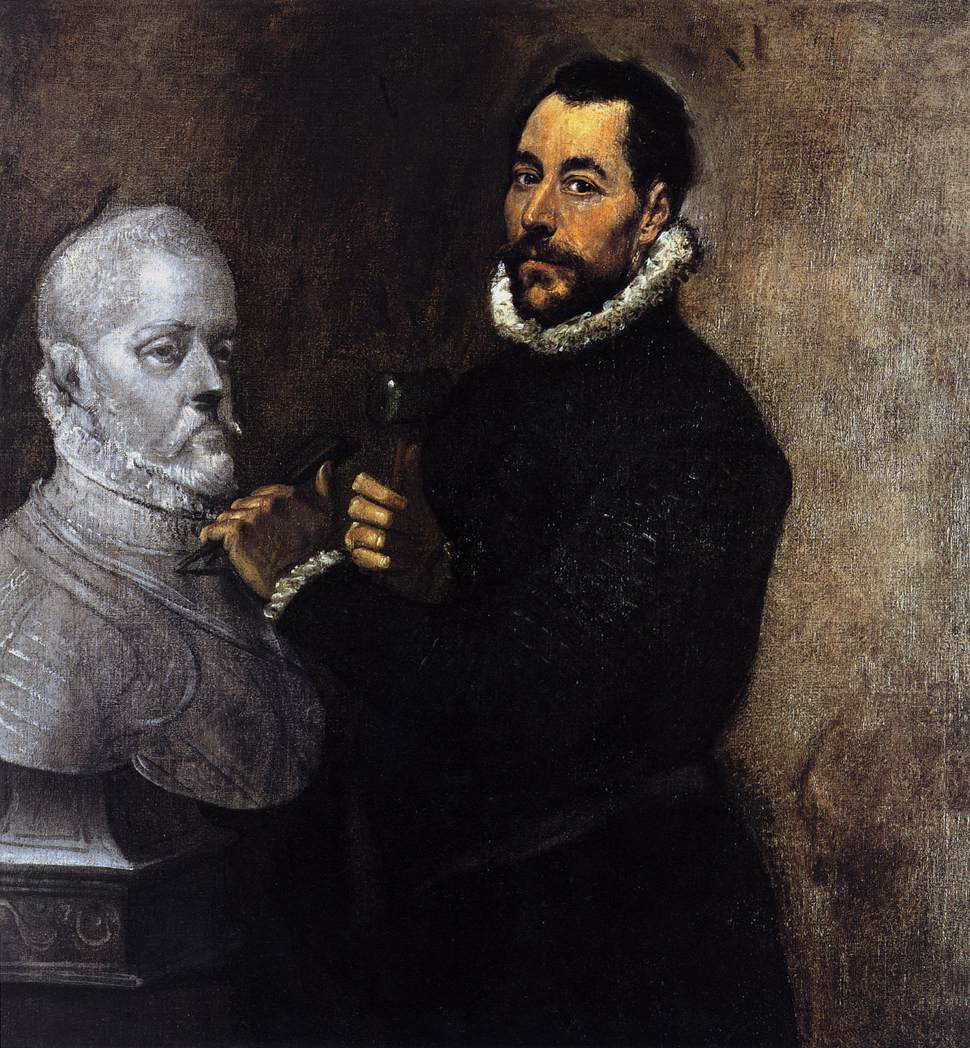
El Greco, Ritratto di scultore (1576-1578), ritenuto un possibile ritratto di Pompeo Leoni

Lo scultore Pompeo Leoni, informato della presenza di manoscritti di Leonardo, li chiese a Orazio Melzi per il re Filippo II; ottenne la restituzione anche di sette volumi dai Mazenta, ai quali ne rimasero sei. Di questi sei, tre furono da loro donati rispettivamente all'arcivescovo Federico Borromeo, al pittore Ambrogio Figino e a Carlo Emanuele I di Savoia, mentre gli altri tre in seguito furono ottenuti da Pompeo Leoni, che entrò così in possesso di un numero imprecisato di manoscritti e carte.
Nel 1589 Leoni, impegnato in lavori al monastero dell'Escorial, si trasferì in Spagna. Qui utilizzò il materiale di Leonardo in suo possesso (probabilmente smembrando anche codici già rilegati) per formare nuove raccolte; sulle pagine vuote di un "gran libro" incollò fogli o disegni ritagliati; in alcuni casi creò aperture nelle pagine per permettere la visione del retro dei fogli incollati.
Secondo Luca Beltrami nel volume incluse anche alcune riproduzioni e disegni non originali.

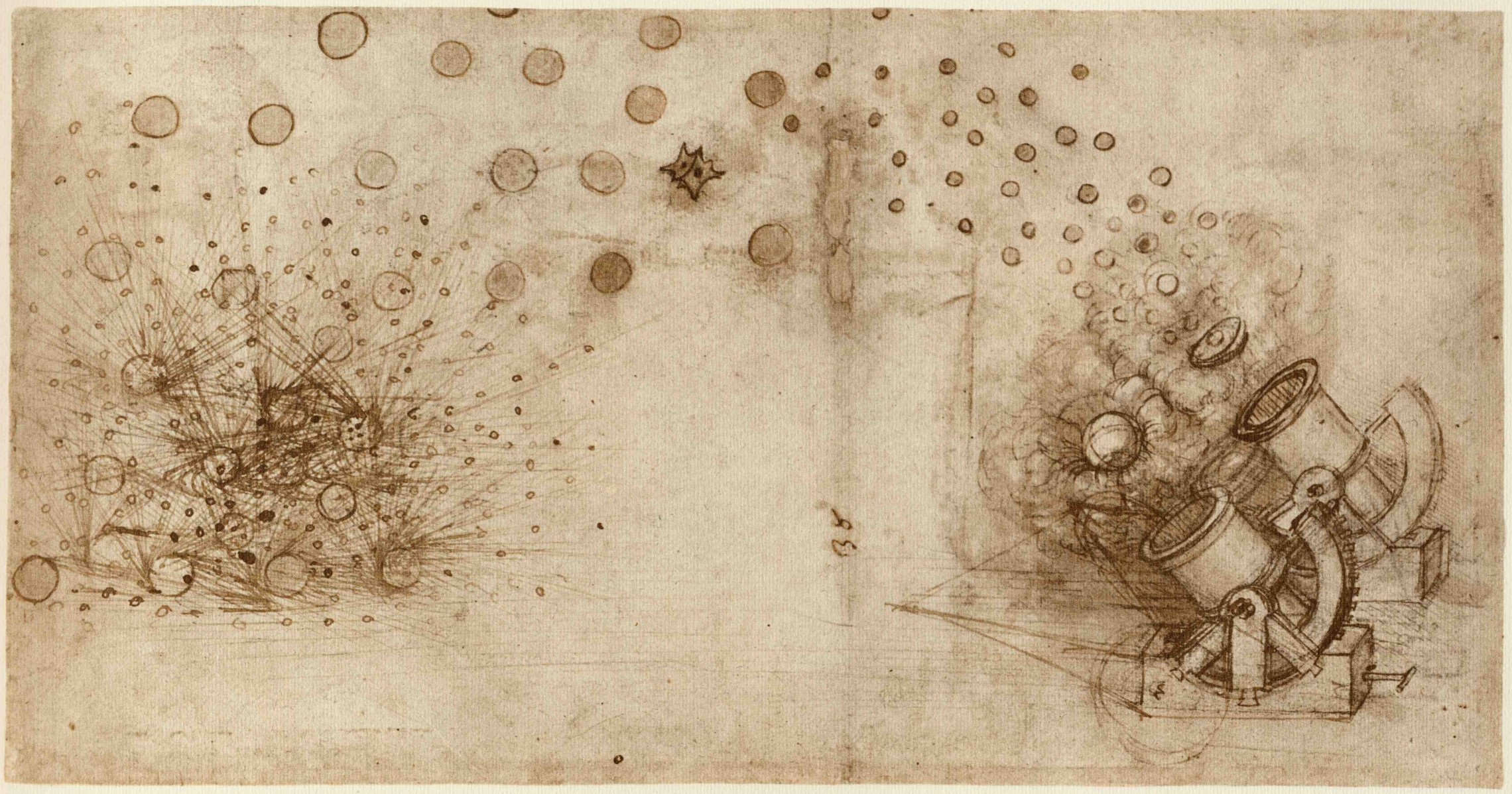
Disegno di mano di Leonardo (c. 9r)
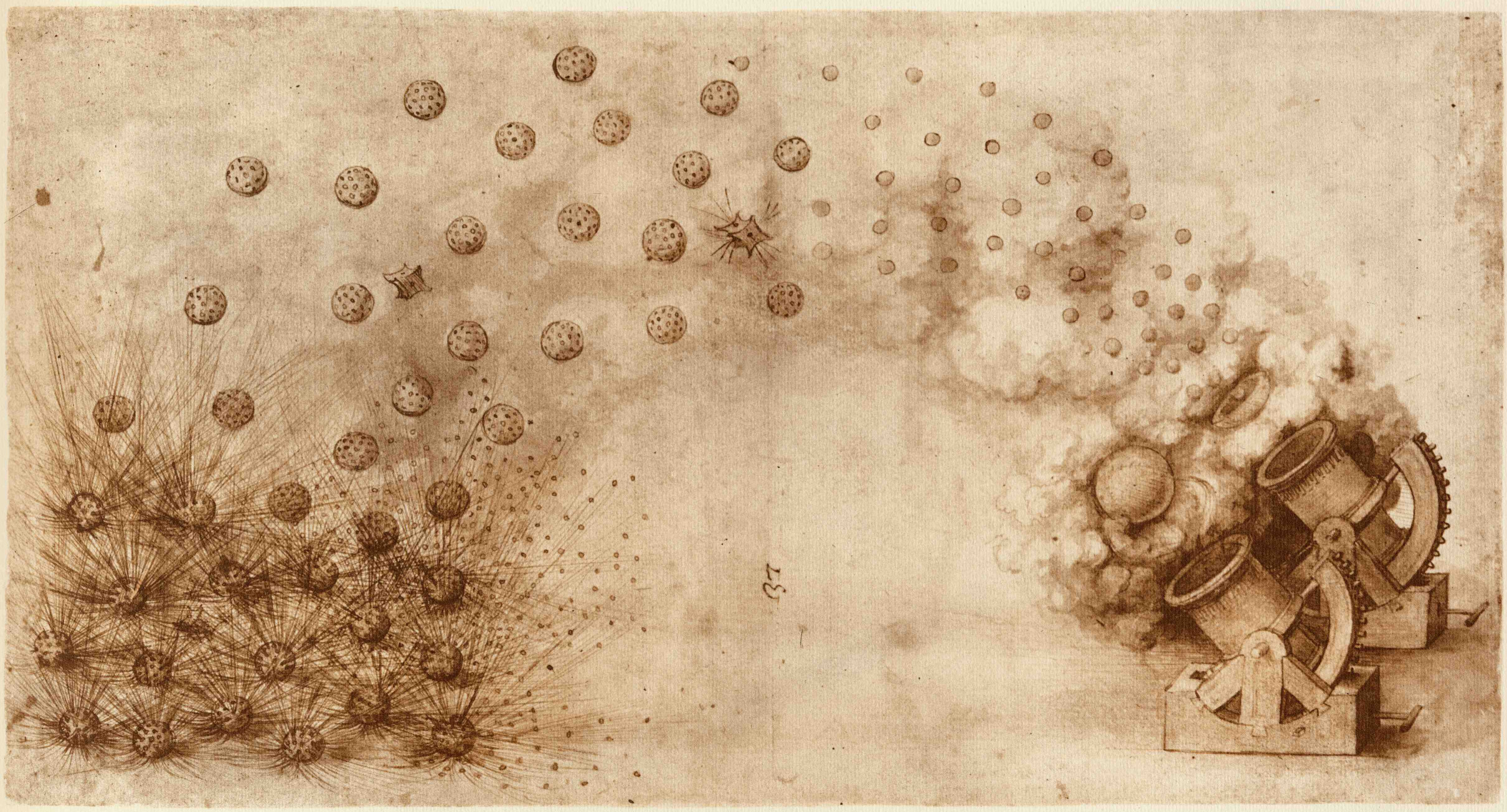
Copia di altra mano (c. 9v) secondo Beltrami
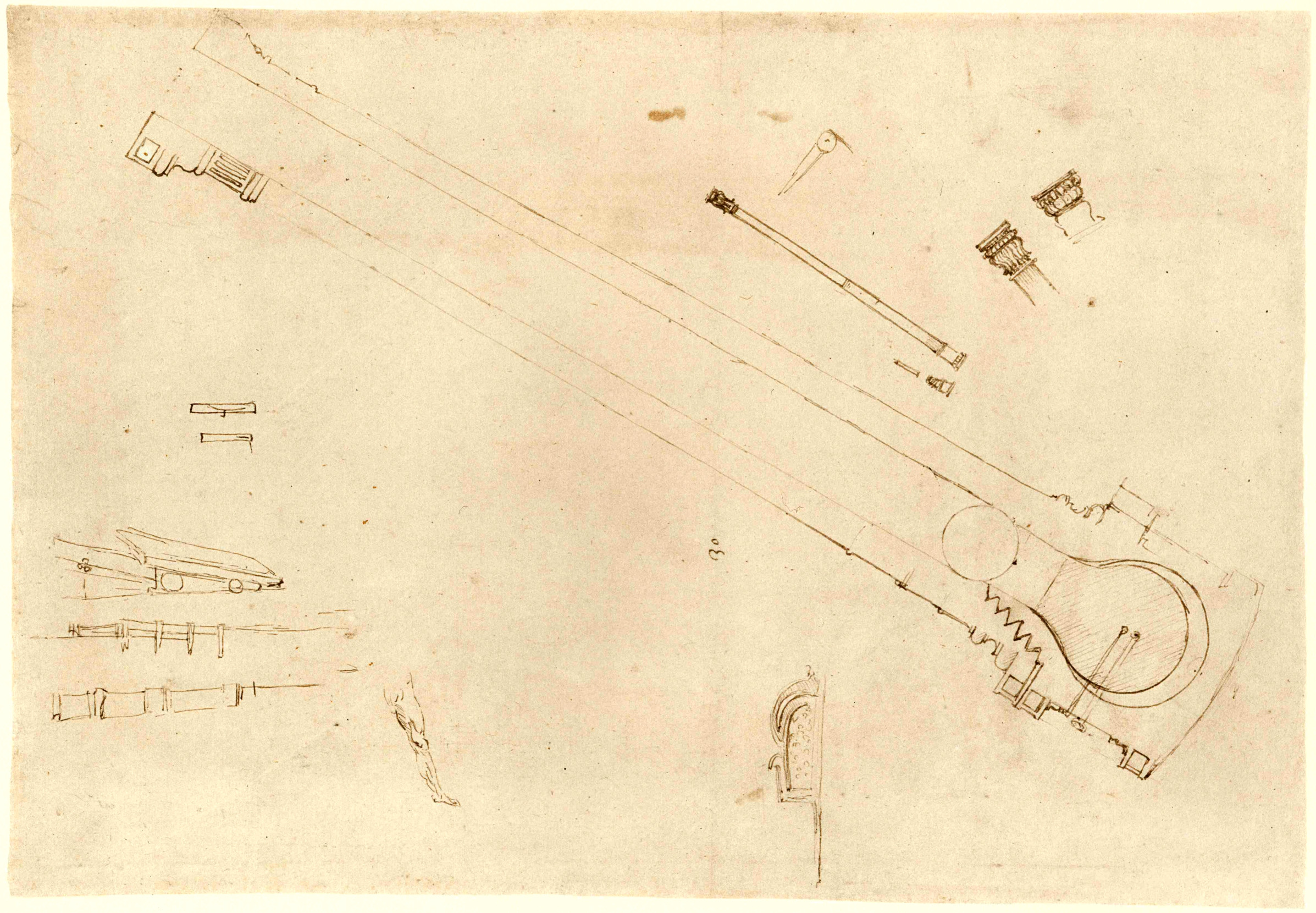
"Grande bombarda" (c. 34r) non di Leonardo secondo Beltrami

Questo volume, insieme ad altri manoscritti, fu poi riportato in Italia da Leoni, forse nel 1604.
Il Leoni morì nel 1608 e furono suoi eredi i due figli maschi, Michelangelo († 1611) e Giovanni Battista († 1615), morti pochi anni dopo. Una lettera del 1613 riporta una lista di beni leonardeschi che Giovanni Battista cercò di vendere a Cosimo II de' Medici, comprendente il "gran libro", quindici manoscritti minori e alcuni disegni; all'epoca Pompeo Leoni era indicato anche come «Aretino».
(Estratto dalla lettera da Alessandro Beccari a Andrea Cioli, 18 settembre 1613)

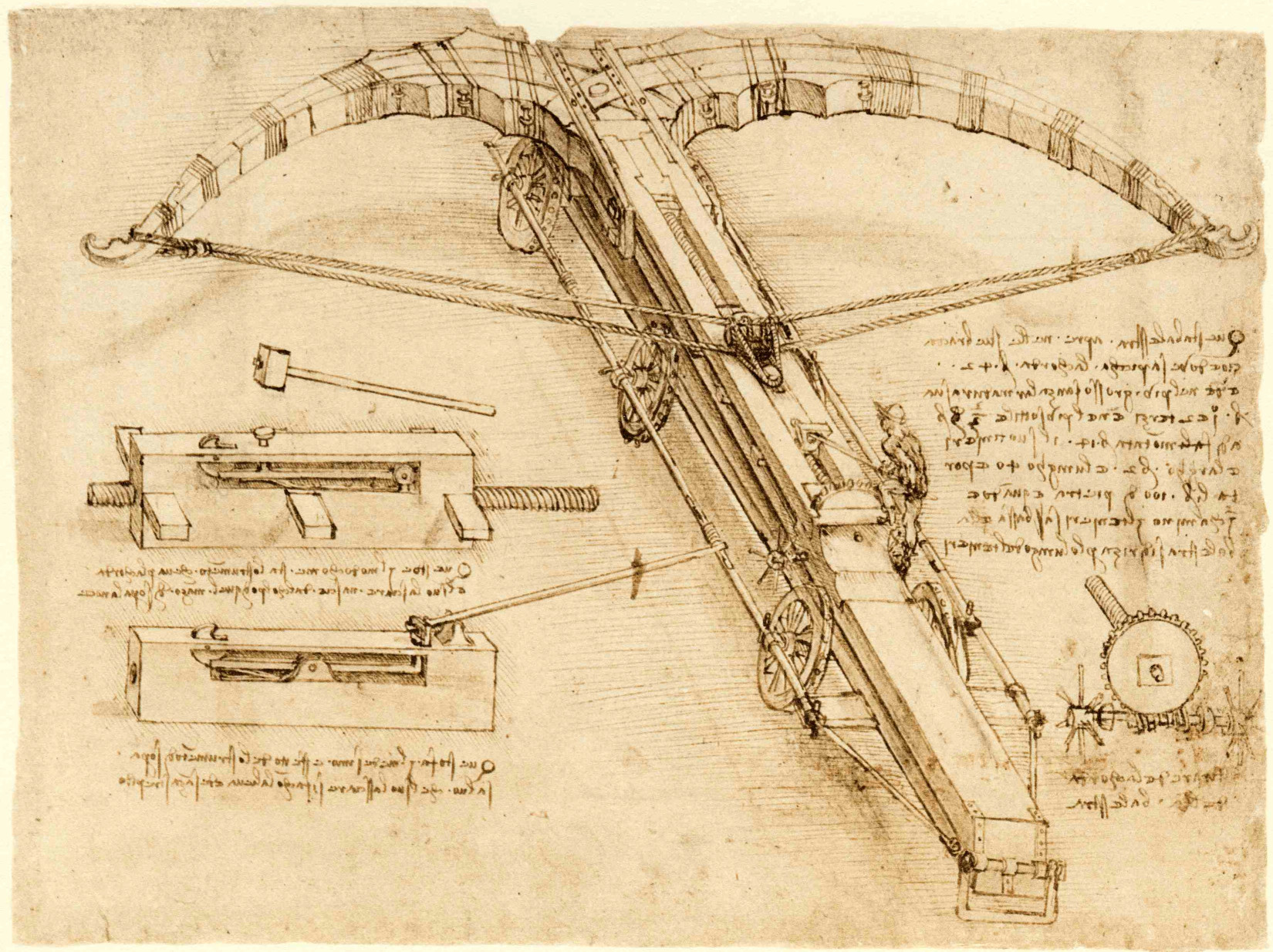
Balestra gigante (c. 53v)

Non si raggiunse un accordo per la vendita. Nel luglio 1615 la possibilità di acquistare il volume suscitò l'interesse del cardinale Federico Borromeo.
(Lettera di Federico Borromeo, 25 luglio 1615)
Però dal maggio 1615, con la morte di Giovanni Battista, era iniziata una disputa per l'eredità di Pompeo Leoni tra altri due figli: un figlio illegittimo che aveva l'identico nome del padre e la figlia Vittoria (n. 1571), moglie di Polidoro Calchi († 1632). Solo dopo un accordo concluso nel 1621 Vittoria e il marito poterono iniziare la vendita dei manoscritti.

### Galeazzo Arconati e la Biblioteca Ambrosiana

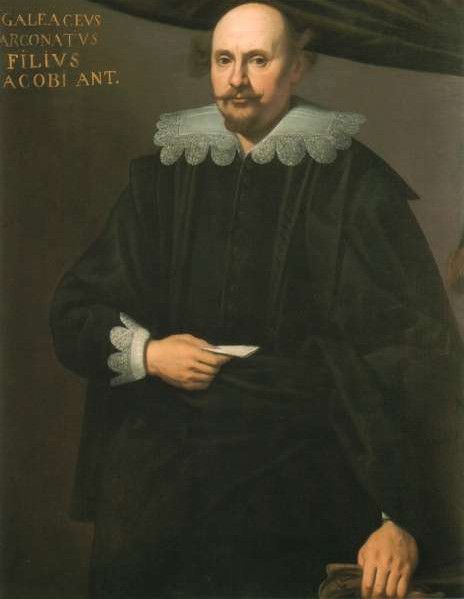
Galeazzo Arconati

Tra il 1622 e il 1630 il Calchi vendette al conte Galeazzo Arconati (circa 1580 - 1649) vari manoscritti, compreso il "gran libro". Non è nota la data esatta della cessione, ma esiste una ricevuta del 28 agosto 1622 rilasciata da Francesco Maria Calchi, figlio di Polidoro, che indicava una somma di 445 ducatoni dovuta dall'Arconati.
Galeazzo Arconati era legato a Federico Borromeo, suo parente per parte di madre e suo tutore in gioventù.
|                                                        |                                                        |                                                          |                                                          |
|                                                        | Renato Trivulzio († 1545) sp. Isabella Borromeo        |                                                          |                                                          |
|                                                        |                                                        |                                                          |                                                          |
|                                                        |                                                        |                                                          |                                                          |
| Lucia Trivulzio sp. Luigi Visconti                     | Lucia Trivulzio sp. Luigi Visconti                     | Margherita Trivulzio († 1601) sp. Giulio Cesare Borromeo | Margherita Trivulzio († 1601) sp. Giulio Cesare Borromeo |
|                                                        |                                                        |                                                          |                                                          |
|                                                        |                                                        |                                                          |                                                          |
| Anna Visconti (1557-1617) sp. Giacomo Antonio Arconati | Anna Visconti (1557-1617) sp. Giacomo Antonio Arconati | Federico Borromeo (1564-1631)                            | Federico Borromeo (1564-1631)                            |
|                                                        |                                                        |                                                          |                                                          |
|                                                        |                                                        |                                                          |                                                          |
| Galeazzo Arconati                                      |                                                        |                                                          |                                                          |

Forse proprio per questo legame, con atto del 21 gennaio 1637 egli donò dodici manoscritti di Leonardo alla Biblioteca Ambrosiana, fondata dal Borromeo nel 1609.
(Dall'atto di donazione, 1637)

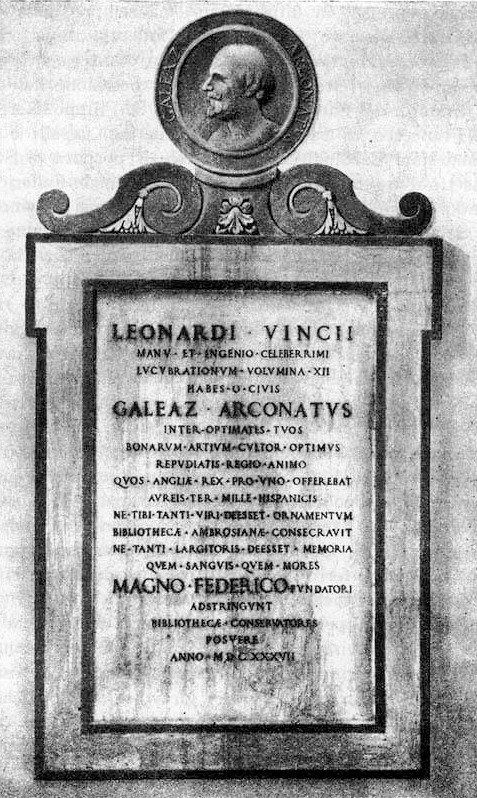
Lapide

A ringraziamento del donatore venne posta una lapide nella Biblioteca sormontata da un tondo con un busto in rilievo.
(Iscrizione della lapide)
Il riferimento nella lapide a un'offerta del re d'Inghilterra (proprio per il "libro grande") rifiutata dall'Arconati è supportato da una dichiarazione giurata, inserita nell'atto di donazione, che indica re Giacomo I (1566-1625), ma con la data impossibile dell'anno 1630; per questo motivo diverse fonti considerano come offerente il successore Carlo I, in carica dal 1625. Altra ipotesi è che il tentativo di acquisto del volume fosse un'iniziativa di lord Arundel con l'intenzione di donarlo al re; lord Arundel acquistò un altro codice di Leonardo probabilmente nello stesso periodo.

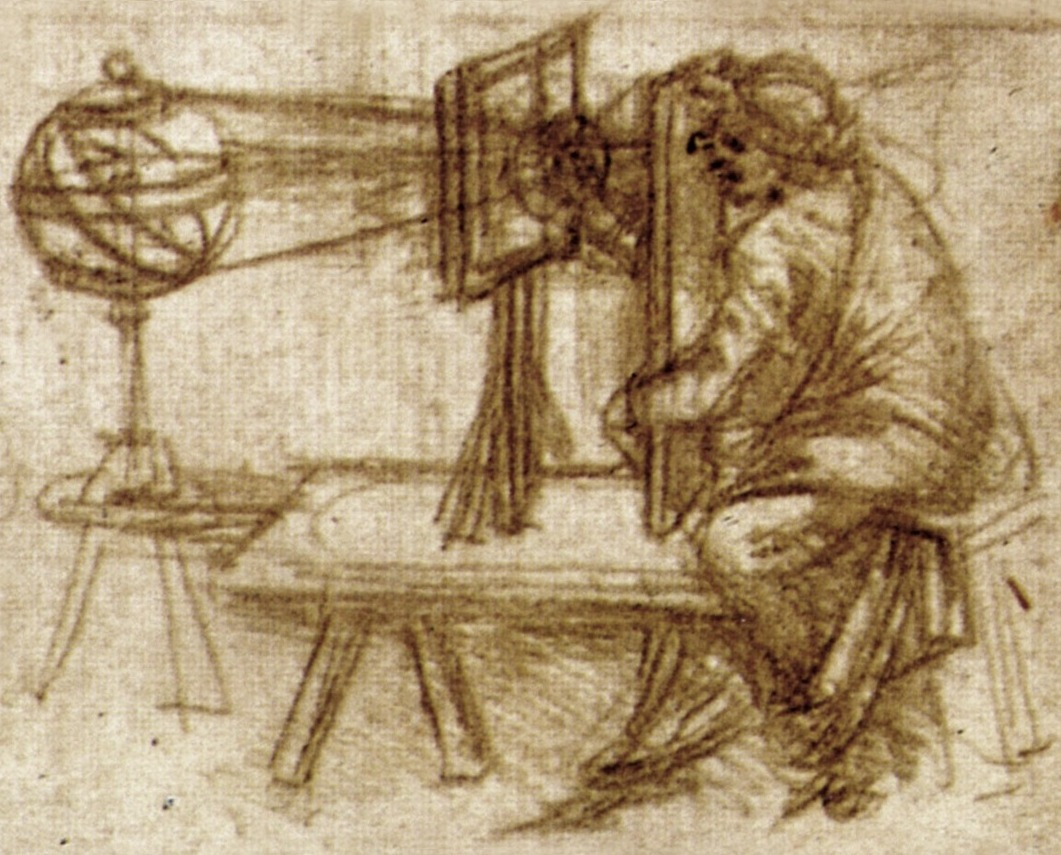
Utilizzo di un prospettografo con esempio di scrittura a rovescio

Come riportato dall'atto di donazione, il "libro grande" aveva dimensioni notevoli (un'oncia da legname era pari a circa 5 centimetri), che all'epoca erano utilizzate per gli atlanti; per questo alla fine del Settecento era indicato essere in formato "atlantico", dando origine al nome con cui è tuttora conosciuto. Nella Biblioteca per conservare il codice venne realizzata una cassetta su misura, posta sopra un tavolo riccamente decorato; nella cassetta era disponibile anche uno specchio per leggere la scrittura rovesciata.
(Descrizione di Stefano Bonsignori, dottore dell'Ambrosiana)

### Spoliazioni napoleoniche
Nel 1796 Napoleone ordinò lo spoglio di tutti gli oggetti artistici o scientifici che potevano arricchire musei e biblioteche di Parigi. Il 24 maggio il commissario di guerra Peignon si presentò all'Ambrosiana insieme all'incaricato Pierre-Jacques Tinet (1753-1803) con l'elenco degli oggetti di cui doveva impossessarsi, fra cui «le carton des ouvrages de Leonardo d'Avinci (sic)». Le casse contenenti gli oggetti d'arte tolti a Milano vennero spedite a Parigi il 29 maggio, ma giunsero solo il 25 novembre. Il 14 agosto venne stabilito di portare la cassa n. 19, contenente il Codice Atlantico, alla Biblioteca nazionale di Francia.
Quando le truppe alleate occuparono Parigi nel 1815, ognuna delle potenze interessate affidò ad un proprio Commissario l'incarico di ricuperare gli oggetti d'arte di cui era stata spogliata; Franz Xaver barone von Ottenfels-Gschwind, incaricato dall'Austria di riprendere gli oggetti d'arte tolti alla Lombardia, essendo questa ritornata sotto il dominio austriaco, non ottenne tutti i codici vinciani sottratti dalla Biblioteca Ambrosiana, benché ne avesse una nota esatta. Quando si presentò alla Bibliothèque nationale, vi trovò solo il Codice Atlantico e non cercò di rintracciare e riavere gli altri manoscritti. Secondo una versione riportata successivamente il barone von Ottenfels-Gschwind avrebbe rifiutato il codice, ritenendolo cinese a causa della scrittura rovesciata di Leonardo; solo grazie all'intervento di Antonio Canova e di Pietro Benvenuti il volume sarebbe tornato a Milano.

### Restauro
I danni provocati dal tempo e dall'utilizzo da parte di studiosi portarono alla decisione di suddividere il grosso volume in 53 cartelle per facilitarne la consultazione; venne fatto anche un tentativo malriuscito di distacco dei disegni dal supporto originale.
Lo stato di conservazione delle carte rese necessario nel 1962 un intervento generale, che fu affidato al Laboratorio di Restauro del Libro Antico dell'Abbazia di Grottaferrata in seguito a un accordo tra Biblioteca Ambrosiana, la Direzione generale delle accademie e biblioteche del Ministero della pubblica istruzione e la Soprintendenza archivistica e bibliografica della Lombardia. I costi del restauro (17 milioni di lire italiane, pari a circa 200 000 euro del 2015) furono sostenuti dal governo italiano.
Nonostante alcune opinioni contrarie, venne stabilito di mantenere l'ordine originario della raccolta; vennero rese visibili anche le parti nascoste dei disegni. Per eseguire il lavoro le carte vennero trasportate a Grottaferrata con più viaggi in contenitori appositi con la scorta della polizia.
Al completamento del restauro nel 1972 si ottennero dodici volumi: le 1286 carte contenute nei 401 fogli originari furono suddivise in 1119 nuove carte rilegate. I risultati del restauro portarono alcune critiche per il mancato riordino e suddivisione dei fogli, ma soprattutto venne notato uno sbiadimento delle scritture; vennero notati ritocchi nella scrittura rispetto all'edizione pubblicata all'inizio del Novecento, attribuite però dai restauratori a interventi di studiosi in anni precedenti. Le alterazioni più gravi riguardarono i fogli 651 (disegno di un profilo di donna non più visibile) e 743 (quasi completa scomparsa dei disegni).
Nel 2008 è stato deciso di sfascicolare i dodici volumi e utilizzare appositi passepartout per permettere sia lo studio sia l'esposizione dei disegni.
Nel 2019, è stato creato il sito web codex-atlanticus.it, una versione interattiva del Codice Atlantico che consente di catalogare e visionare tutti i 1119 fogli del Codice organizzandoli per materia, anno di stesura e numero di pagina.

## Descrizione
La denominazione atlantico deriva dal formato dei fogli su cui vennero incollati i disegni di Leonardo, normalmente utilizzato per gli atlanti geografici.
I fogli sono assemblati senza un ordine preciso e abbracciano un lungo periodo degli studi leonardeschi, il quarantennio dal 1478 al 1519, secondo diversi argomenti tra i quali anatomia, astronomia, botanica, chimica, geografia, matematica, meccanica, disegni di macchine, studi sul volo degli uccelli e progetti d'architettura.
Al suo interno si è sempre affermato esservi collocati 1750 disegni, tutti di mano di Leonardo. In realtà, i disegni erano 1751.
Durante il restauro tutti i disegni furono staccati dai fogli e a pagina 1033 già 370 (antica numerazione 51) venne rimosso un disegno di 21 x 16 cm, attualmente posto sul foglio 1035 recto: sotto al foglio staccato apparvero evidenti tracce di colla, questo a dimostrazione che lì vi era incollato un disegno più piccolo di cui non si aveva avuto notizia.
Questo foglio, di cui si erano perse le tracce, sarebbe stato ritrovato nel 2011.

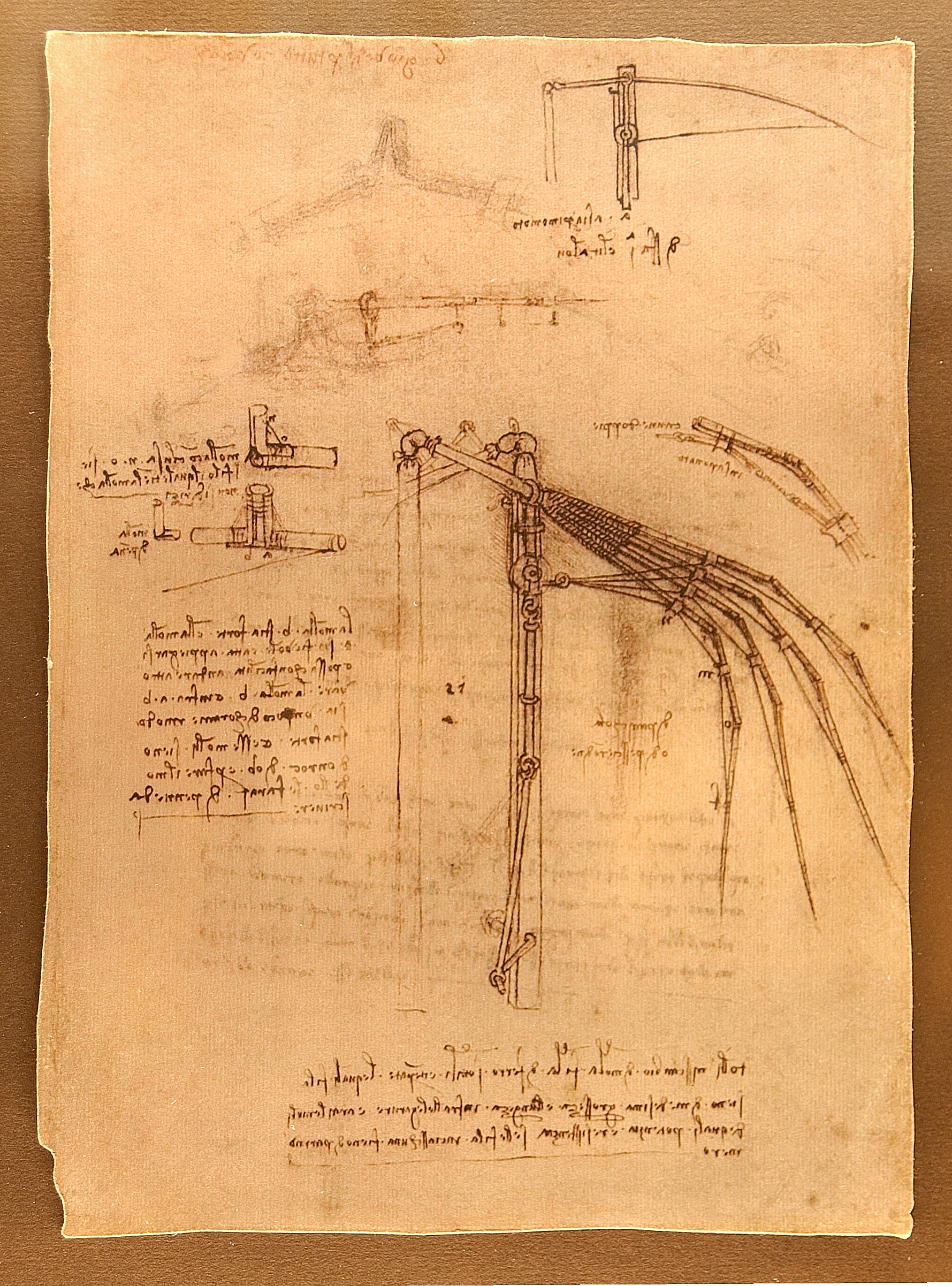
Ala mobile
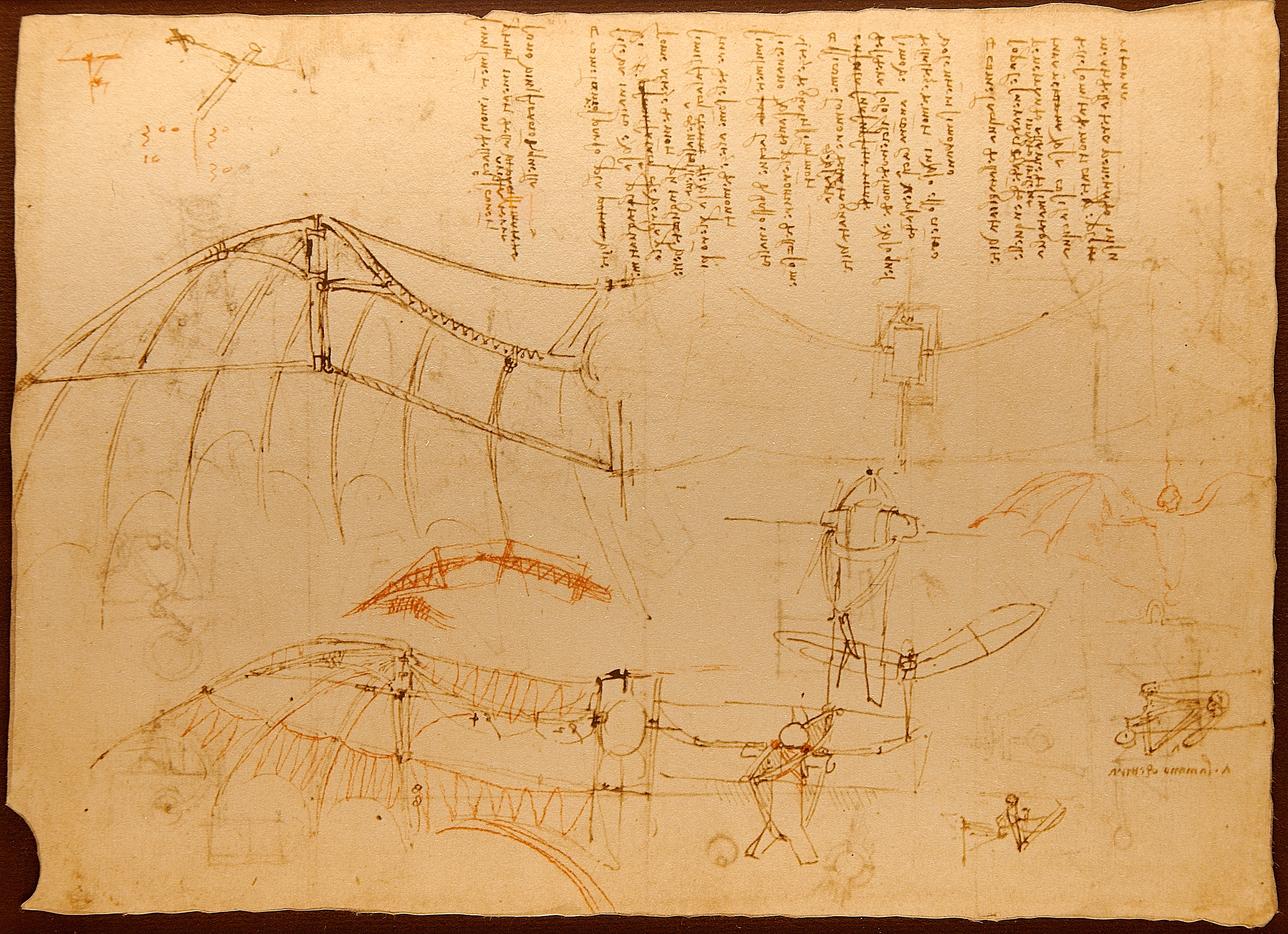
Ala battente

### Parti mancanti
Almeno due parti di fogli risultano rimosse dal codice.
- Parte del foglio 44 (in precedenza 13 r-v.a) ora nella Biblioteca Universitaria di Basilea.[28][29]
- Parte del foglio 196 (in precedenza 71 r-v.b) ora nel Musée des beaux-arts di Nantes.[30]

## Edizioni

### Edizione Hoepli

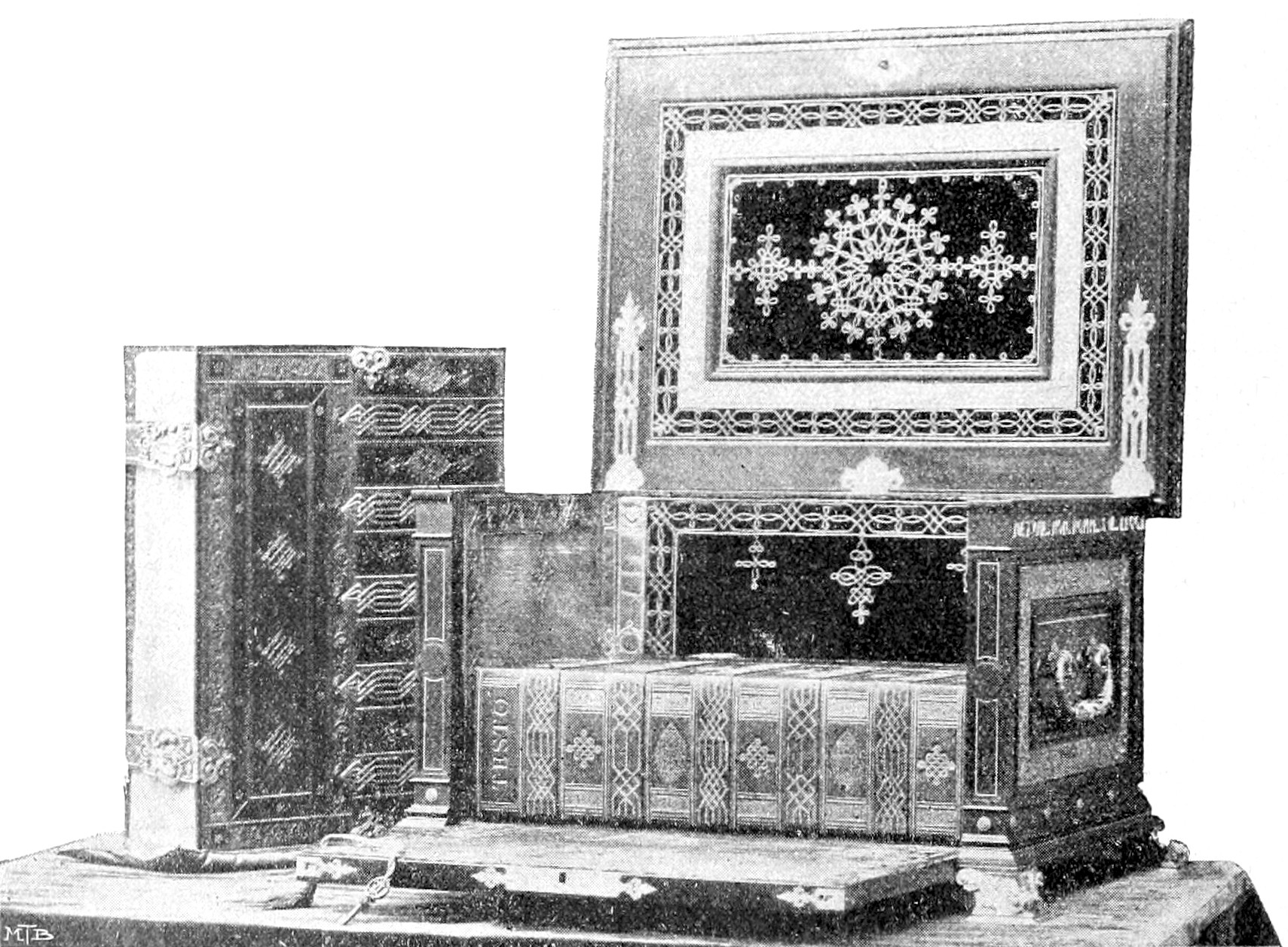
Copia donata a Émile Loubet

Nell'ultimo quarto di secolo vennero avviate separatamente pubblicazioni con edizioni critiche delle opere di Leonardo, come quella dell'edizione dei manoscritti di Francia (1881-1891). In considerazione della quantità di disegni e annotazioni contenuti, l'edizione integrale del Codice Atlantico richiese molto tempo.
Nel 1885 l'opera venne affidata dal governo alla Regia Accademia dei Lincei.
(Dalla lettera di Michele Coppino, ministro della Pubblica Istruzione, all'Accademia, 23 giugno 1885)
Il lavoro di organizzazione fu affidato al fisico Gilberto Govi; dal 1889, dopo la sua morte, fu proseguito da Giovanni Piumati.
L'opera, realizzata a dispense in sole 280 copie numerate dalla casa editrice Hoepli, iniziò le pubblicazioni nel 1891 e fu completata nel 1904. Oltre alle riproduzioni, era presente una doppia trascrizione dei testi: una fedele all'originale per gli studiosi, l'altra resa in forma moderna per i lettori comuni. Per i sottoscrittori ognuno dei fascicoli aveva un costo di 40 lire, per un totale di 1360 lire italiane (pari a circa 6000 euro nel 2015).
Nel 1904 la prima copia fu donata dal Comune di Milano a Émile Loubet, presidente della Repubblica francese in un cofano disegnato da Luca Beltrami.
Lo stesso Beltrami nel 1905 donò una copia dell'edizione del Codice Atlantico anche alla Raccolta Vinciana presso il Castello Sforzesco, istituzione da lui ideata.

### Edizione Giunti-Barbera
Tra il 1975 e il 1980, in occasione del restauro del codice, venne realizzata una nuova edizione da parte della Commissione nazionale vinciana.
L'opera fu pubblicata in 25 volumi.
- 12 volumi con le riproduzioni, seguendo la nuova suddivisione dei fogli.
- 12 volumi con trascrizioni e note critiche curate da Augusto Marinoni.[37]
- 1 volume con gli indici.